# Spelaeonethes occidentalis
Spelaeonethes occidentalis är en kräftdjursart som beskrevs av Albert Vandel1972. Spelaeonethes occidentalis ingår i släktet Spelaeonethes och familjen Trichoniscidae. Inga underarter finns listade i Catalogue of Life.